# 談文南號誌站
談文南號誌站位於苗栗縣造橋鄉，為臺灣鐵路管理局海岸線的鐵路號誌站。

## 車站構造
- 往南為單線，往北為雙線至竹南站。

## 利用狀況
- 目前為號誌站，為談文車站雙線區間延伸之末端。
- 原由談文站控制，1991年3月15日談文站降等後改由竹南站控制。

## 車站週邊
- 中港溪

## 歷史
- 1964年1月30日：設站。